# Into the Mirror Black
Into the Mirror Black es el segundo álbum de estudio de la banda estadounidense de heavy metal Sanctuary, publicado en 1990 por Epic Records. Por su parte, es el último disco de estudio grabado con el guitarrista Sean Blosl y además, es el último de la primera etapa de Sanctuary ya que en 1992 se separaron por diferencias musicales.
Luego de su publicación recibió positivas críticas por parte de la prensa especializada, quienes lo consideraron mejor que su antecesor. Entre una de esas reseñas se encuentra la de AllMusic que mencionó: «es una obra maestra que a menudo se pasa por alto, que posee líneas del Bay Area thrash metal y el heavy metal tradicional».
En 2020, una remasterización del álbum alcanzó el puesto 97 en la lista Media Control Charts de Alemania.

## Lista de canciones
| N.º | Título                   | Escritor(es)                    | Duración |  |
| 1.  | «Future Tense»           | Dane, Rutledge, Blosl, Sheppard | 5:08     |  |
| 2.  | «Taste Revenge»          | Dane, Rutledge                  | 5:00     |  |
| 3.  | «Long Since Dark»        | Dane, Rutledge                  | 5:04     |  |
| 4.  | «Epitaph»                | Dane, Rutledge                  | 6:02     |  |
| 5.  | «Eden Lies Obscured»     | Dane, Rutledge                  | 5:21     |  |
| 6.  | «The Mirror Black»       | Dane, Rutledge                  | 5:07     |  |
| 7.  | «Seasons of Destruction» | Dane, Rutledge                  | 4:51     |  |
| 8.  | «One More Murder»        | Dane, Rutledge                  | 4:21     |  |
| 9.  | «Communion»              | Dane, Rutledge, Blosl, Budbill  | 5:37     |  |

## Músicos
- Warrel Dane: voz
- Lenny Rutledge: guitarra eléctrica y coros
- Sean Blosl: guitarra eléctrica y coros
- Jim Sheppard: bajo
- Dave Budbill: batería y coros